# Mesochorus kuwayamae
Mesochorus kuwayamae là một loài tò vò trong họ Ichneumonidae.